# Рантул (Канзас)
Рантул (енгл. Rantoul) град је у америчкој савезној држави Канзас.

## Демографија
По попису из 2010. године број становника је 184, што је 57 (-23,7%) становника мање него 2000. године.
| Група             | 2000.       | 2010.       |
| Белци             | 234 (97,1%) | 177 (96,2%) |
| Афроамериканци    | 0 (0,0%)    | 1 (0,5%)    |
| Азијати           | 0 (0,0%)    | 0 (0,0%)    |
| Хиспаноамериканци | 5 (2,1%)    | 5 (2,7%)    |
| Укупно            | 241         | 184         |